# Cryptocyclops
Cryptocyclops – rodzaj widłonogów z rodziny Cyclopidae. Wprowadził go w 1927 roku norweski hydrobiolog Georg Ossian Sars.

## Podział systematyczny
Do rodzaju należą następujące gatunki:
- Cryptocyclops attenuatus (Sars G.O., 1909)
- Cryptocyclops bicolor (Sars G.O., 1863)
- Cryptocyclops caudatus Sars G.O., 1927
- Cryptocyclops exiguus (Sars G.O., 1909)
- Cryptocyclops falsus (Kiefer, 1926)
- Cryptocyclops gemellus Gurney, 1928
- Cryptocyclops inchoatus (Shen & Sung, 1965)
- Cryptocyclops intermedius (Shen & Tai, 1964)
- Cryptocyclops javanus (Kiefer, 1930)
- Cryptocyclops kentanensis (Harada, 1931)
- Cryptocyclops levis Kiefer, 1952
- Cryptocyclops linjanticus (Kiefer, 1928)
- Cryptocyclops longiarticulatus (Shen & Tai, 1964)
- Cryptocyclops nyasae (Fryer, 1957)
- Cryptocyclops symoensi Kiefer, 1956
- Cryptocyclops tanganicae (Gurney, 1928)
- Cryptocyclops tricolor (Lindberg, 1937)
- Cryptocyclops uviranus Kiefer, 1958